# Физикогеографски зони и области на България
Характерните черти на съвременната българска природа са резултат от взаимодействието между всички природни компоненти, както и от нейното палеогеографско развитие. Проявлението на природогеографските фактори от север на юг, известно като широчинна зоналност, се преплита с редица други фактори, които не са свързани с географската ширина и се проявяват и в северните, и в южните части на страната. Такива са характерът на релефа, геоложката основа, влиянието на Черно море и др. Водещото място на азоналните елементи определя и преходния характер на природните черти на нашата природа, разположена между континенталната и средиземноморската част на Европа.
Специфичното съчетаване на природните компоненти в различните части на страната дава основание за отделянето на по-малки по обхват териториални единици, наречени природогеографски области. От своя страна те са част от природогеографската структура на континента Европа.
Обособяването на природогеографските области е резултат от комплексното природогеографско райониране. В значителна степен то е условно. Отделните области имат редица зонално обусловени различия в особеностите на отделните компоненти, а вътрешното им разнообразие се определя и от проявата на азоналните фактори. Това позволява в техните граници да се обособят и подобласти.
Съществуват редица районирания на територията на страната от физикогеографска гледна точка от различни автори. Първите са свързани с чуждестранни учени – Теоболт Фишер (1893 г.), Ото Маул (1929 г.), Х. Вилхеми (1934 г.), Алберт Бурхард (1936 г.). През 30-те години на ХХ век се появяват и първите районирания от наши автори. През 1934 г. такива подялби правят проф. Анастас Иширков и проф. Иван Батаклиев. След Втората световна война физикогеографско райониране първи прави проф. Ж. Гълъбов през 1946 г., с натрупването на повече изследвания и развитие на географските идеи постепенно се появяват нови районирания: акад. И.П. Герасимов (1954 г.), проф. И. Иванов, проф. М. Георгиев и др. (1968 г.) проф. Петров (1980 и 1982 г.), Д. Мишев, Ив. Вапцаров и М. Данева (1989 г.), Ст. Велев, М. Йорданова и И. Дреновски (2002 г.), появяват и районирания на ландшафтна основа на проф. Петров (1997 г.), А. Велчев, Н. Тодоров и Р. Пенин (2003 г.), а също и няколко районирания за учебни цели, като това на Р. Пенин (2007 г.)и др.
Посочената тук схема е един опит за подобно райониране на автор от университета в Осло.
Физикогеографските зони на България са природни зони в България с ясно разграничени характеристики от гледна точка на физическата география. Според разликите в географското положение, релефа, водите, климата и живия свят, България се разделя на 5 зони:
- Дунавска равнина;
- Старопланинска (Балканска) зона;
- Краищенско-Тунджанска зона;
- Осоговско-Родопска зона;
- Черноморска зона

От своя страна зоните се разделят на общо 17 физикогеографски области.

## Дунавска равнина
Дунавската равнина обхваща дясното поречие на река Дунав в рамките на България от река Тимок на запад до Добруджанското плато. Разделя се на 3 области:
- Западна дунавска равнина,
- Средна дунавска равнина но и
- Източна дунавска равнина.

Релефът е низинен като постепенно преминава в хълмисто-платовиден и се повишава на изток. Средната надморска височина е 178 м. Повечето речни долини имат полегати леви и стръмни десни склонове, а крайните западни реки (Видбол, Тополовец и Чичилска) и реките в Добруджа са с каньоновидни долини.
Климатът е умереноконтинентален, с горещо лято и студена зима.
Средната годишна сума на валежите е от 500 до 600 мм. Реките са къси, с най-голям отток през юни и най-малък през февруари.

## Старопланинска зона
Старопланинската зона, наричана още Балканска зона, включва 4 области:
- Предбалкан,
- Стара планина,
- Задбалкански котловини и
- Средногорие.

## Краищенско-Тунджанска зона
Състои се от 3 области:
- Краище,
- Горнотракийска низина и
- Тунджанска област.

## Осоговско-Родопска зона
Обособени са 4 области:
- Осоговско-Беласишка област,
- Рило-Пиринска област,
- Западни Родопи и
- Източни Родопи.

## Черноморска зона
Разделя се на 3 области:
- Северна черноморска област,
- Средна черноморска област и
- Южна черноморска област.

Румен Пенин. Природна физическа) география на България. Булвест 2000., С., 2007 година